# Костюковка (Кормянский район)
Костюко́вка (бел. Касцюкоўка) — упразднённая деревня в Литвиновичском сельсовете Кормянского района Гомельской области Республики Беларусь.
В связи с радиационным загрязнением после катастрофы на Чернобыльской АЭС жители (36 семей) были переселены в 1990-е годы в чистые места.
Рядом небольшие месторождения мела и кремня.

## География

### Расположение
В 17 км на северо-восток от Кормы, в 72 км от железнодорожной станции Рогачёв (на линии Могилёв — Жлобин).

### Гидрография
На реке Сож (приток реки Днепр).

## Транспортная сеть
Транспортные связи по просёлочной и подальше автодороге Корма — Литвиновичи. Планировка состоит из дугообразной улицы, ориентированной почти меридионально. Застройка двусторонняя, редкая, жилые дома деревянные, усадебного типа.

## История
О деятельности человека в этих местах с давних времён свидетельствует обнаруженные археологами поселения каменного и бронзового веков (в 0,8 км на юг от деревни, в урочище Узлужье). Согласно письменным источникам известна с начала XX века как деревня в Рогачёвском уезде Могилёвской губернии.
В 1931 году организован колхоз «Красный берег», работали ветряная мельница и кузница. Во время Великой Отечественной войны 22 ноября 1943 года освобождена от немецких оккупантов. В память о героизме советских солдат в месте прорыва немецкой обороны в ноябре 1943 года (в 0,5 на север от деревни, на берегу реки Сож) насыпан в 1968 году Курган Славы. В 1979 году к деревне присоединена соседняя деревня Михеевка. Входила в состав совхоза «Руднянский» (центр — деревня Золотомино).

## Население

### Численность
- 1990-е — жители (36 семей) переселены.

### Динамика
- 1959 год — 180 жителей (согласно переписи).
- 1990-е — жители (36 семей) переселены.